# Thalatta argentimacula
Thalatta argentimacula är en fjärilsart som beskrevs av Candeze 1927. Thalatta argentimacula ingår i släktet Thalatta och familjen nattflyn. Inga underarter finns listade i Catalogue of Life.